# Koerlans
De Koerlan vormt een vogelfamilie (Aramidae) in de orde Kraanvogelachtigen met één soort.

## Taxonomie
- Geslacht Aramus
  - Aramus guarauna (Koerlan)

Kraanvogels · Koerlans · Trompetvogels · Rallen, porseleinhoentjes, waterhoentjes en koeten · Fuutkoeten · Sarothruridae